# Antisemitenparteien
Als Antisemitenparteien bezeichnet man einige politische Parteien im Deutschen Kaiserreich (1871–1918), die den Antisemitismus zum wesentlichen Element ihres Parteiprogramms erhoben hatten. Sie konnten eine Reihe von Wahlkreisen erobern, blieben aber insgesamt politisch unbedeutend. Sie interessierten sich stark für Wirtschaftspolitik und wurden meist von Protestanten in ländlichen Regionen gewählt.
Auch andere Parteien vertraten antisemitische Positionen (wie die Deutschkonservative Partei ab 1892) bzw. traten nach 1918 antisemitisch auf. Weitere Parteien mögen Antisemiten in ihren Reihen gehabt oder einzelne Ansichten der Antisemitenparteien geteilt haben, sie werden aber ebenfalls nicht zu den Antisemitenparteien gezählt.

## Geschichte
Die einzelnen Antisemitenparteien waren jeweils in unterschiedlichen Regionen erfolgreich und arbeiteten teilweise im Reichstag zusammen. Nach der Reichstagswahl 1893 bildeten sie erstmals eine aus 16 Abgeordneten bestehende Fraktion.
Von 1903 bis 1918 gab es dort die Fraktion der Wirtschaftlichen Vereinigung, die vor allem jene Reichstagsabgeordnete vereinte, aber auch weitere, nicht einer Partei angeschlossene Abgeordnete.
Zu den Antisemitenparteien werden gezählt:
- Deutschsoziale Partei, gegründet 1889
- Deutsche Reformpartei, gegründet 1890 (bis 1893 Antisemitische Volkspartei)
- Deutschsoziale Reformpartei, 1894–1900 ein Zusammenschluss der beiden vorgenannten
- Christlich-soziale Partei, gegründet 1878

Die jüdische deutsch-amerikanische Publizistin Hannah Arendt (1906–1975) schrieb über die Antisemitenparteien: 
„Worum es ihnen ging, war nicht eine revolutionäre Neuordnung der Gesellschaft, sondern die Zerstörung des politischen Gefüges durch eine Partei, nicht, oder jedenfalls nicht ausschließlich, die Beseitigung der Juden, sondern das ,Instrument des Antisemitismus' für die Beseitigung des Staates, wie er im Nationalstaat verkörpert war.“